# Antimartinisme
Het antimartinisme is, zoals de naam het laat vermoeden, een beweging die tegen het martinisme gericht was.
Tegenwoordig lijkt er geen antimartinistische beweging meer te bestaan. Ten tijde van Louis-Claude de Saint-Martin (1743-1803) bestond deze beweging wel. Een voorbeeld hiervan is de auteur Charles de Suze.

## zie ook
- antivrijmetselarij